# PLC (рэпер)
PLC (настоящее имя — Сергей Викторович Трущёв; род. 9 марта 1987, Краснодар) — музыкант, рэпер, участник независимого музыкального лейбла «Big Music», один из основателей баттл-лиги Slovo.

## Биография
PLC начал свою карьеру в 2003 году битмейкером и MC в рэп-группе Альманах под псевдонимом Crush. Группа выпустила несколько песен на просторы интернета, некоторые из них появлялись в различных сборниках. Самой известной стала компиляция «Краснодар-One», выпущенная лэйблом Karavan Music 25 октября 2004 года. Ко второй половине 2005 года группа Альманах прекратила свое существование. Crush решил начать сольную деятельность, и взял себе новый псевдоним playaCritical.Этим обозначился переход к новому этапу музыкальной карьеры.
В 2005 вышел в финал краснодарского рэп-баттл K-one Battle.
Со временем стало появляться все больше сольных песен от playaCritical, что повлекло за собой более частое появление его на различных площадках Краснодара и края. В конце 2007 года был образован проект The Keys, который стал первым хип-хоп проектом с полностью живой музыкой в Краснодаре.
Участвовал во множестве онлайн-баттлов, в том числе: Hip-Hop.ru, InDaBattle и др. В 2008 году занял 1 место в командном баттле на hip-hop.ru в составе команды TRU, в состав которой также входили: Mr. Hyde, Галактик, Kreat и Nady.
2 января 2010 в сети появился микстейп PLAYOFF VOL.1
В 2012 выпускает дебютный альбом «Воздух». Среди гостей на релизе можно услышать, таких исполнителей, как: Chest, Nady, Вероника Ли, СКВО, Белки на акации, Dasaev & JF. Автор отвлекался на сторонние дела, куплеты полировались, инструменталы неоднократно переигрывались. Альбом был отмечен положительной оценкой и рецензией со стороны rap.ru — крупнейшего рэп-портала страны на тот момент.
В том же 2012 году PLC вместе с Хайдом и командой BIG MUSIC основали баттл-рэп проект Slovo — первый оффлайн баттл подобного формата в России.
В 2013 году PLC запустил ежегодный сайфер / лонг-микс, «ZIMA», собирающий в своем составе сильнейших мс с юга России. На данный момент было выпущено 4 сайфера.
С 2012 по 2016 активно занимается проектом SLOVO. За этот период проект получил массовое распространение по всей России, было открыто 10 филиалов, в том числе в Белоруссии, Украине, Казахстане.
В 2016 Хайд и PLC покидают проект Slovo.
После ухода с проекта PLC фокусирует все свои силы на сольном творчестве и в 2017 году выпускает свой второй сольный альбом — «Восход». В числе гостей на релизе можно услышать: Саша Чест, Rozhden, Луна, Cvpellv и другие.
В 2018 году стал участником шоу «Песни» на телеканале ТНТ. После успешных этапов кастингов и отборов он попал в команду Тимати и Black Star Inc. PLC покинул шоу на этапе полуфинала.
Также в 2018 году выступил в роли судьи в третьем этапе баттл-рэп турнира Versus Fresh Blood 4: «Война стилей».
В 2019 году PLC записал свой третий сольный альбом — «Чёрный Флаг». В числе гостей на релизе можно услышать: Артёма Амчиславского (Amchi) и O.T.
Также в 2019 году PLC в поддержку альбома отправился в тур: "ПОД ЧЁРНЫМ ФЛАГОМ". Тур составил 20 городов.
9 октября 2020 года PLC выпустил альбом «Новый». В него вошло 13 треков с гостевыми участиями от Левана Горозии, Елки, Гарри Топора, Модели Поведения и Символа. Пластинка имеет разнообразное звучание, в котором чувствуется влияние электроники, поп-музыки и рока.
В июне 2021 года, совместно с Эриком Шутовым, выступил в роли композитора в театральной постановке «Утиная Охота» по одноименной пьесе А. Вампилова в Краснодарском драматическом театре.

## Дискография

### Студийные альбомы
- 2012 — «Воздух»[6]
- 2017 — «Восход»[8][9]
- 2019 — «Черный Флаг»
- 2020 — «Новый»

### Мини-альбомы
- 2015 — «Pop»
- 2017 — «Session#1» совместно с Эриком Шутовым

### Микстейпы
- 2010 — PLAYOFF vol.1 совместно с Dj Kres Beatz[5]

### В составе «Big Music»
- 2013 — «EP:Вернуть на карту ЮГ»[10]
- 2019 — «LETO19»

## Видеоклипы
- 2011 — «Правда» при уч. Сэт[11]
- 2011 — «Воздух»[12]
- 2012 — «Начало»[13]
- 2012 — «Последний день»[14]
- 2013 — «Двенадцать» при уч. Ив & Артем Амчиславский[15]
- 2013 — «Понедельник»[16]
- 2014 — «Бомбита» при уч. Саша Чест[17]
- 2016 — «26/03»[18]
- 2016 — «Не отпускай меня» при уч. Алина Манжос[19]
- 2016 — «Пусть горит»[20]
- 2016 — «Свет гаснет» при уч. Саша Чест[21]
- 2017 — «Восход» при уч. Е. Хлопкова[21]
- 2018 — «Аспирин»  (Гарри Топор при уч. PLC, Тони Раут)[22]
- 2018 — «Ускориться» при уч. Максим Свобода[2]
- 2019 — «Бонусы»[23]
- 2019 — «Постепенно» [24]

### В составе Big Music
- 2012 — «I don’t like» при уч. Хайд[25]
- 2015 — «ZIMA15»[26]
- 2016 — «ZIMA16»[27]